# Gustav Mayer (Oberamtmann)
Gustav Mayer (* 25. November 1879 in Reutlingen; † 1967) war ein deutscher Verwaltungsjurist.

## Leben
Der evangelische Sohn eines Kaufmanns studierte Rechtswissenschaften in Tübingen und München. Er war Mitglied der Studentenverbindungen Turnerschaft Hohenstaufia Tübingen und Turnerschaft Novis München. Er legte 1902 die erste und 1904 die zweite höhere Justizdienstprüfung ab.
Er trat 1904 in die württembergische Innenverwaltung ein. Er wurde 1910 Amtmann beim Oberamt Nagold. Von 1916 bis 1920 wurde er bei der württembergischen Fleischversorgungsstelle verwendet; dort wurde er 1918 stellvertretender Vorsitzender und 1920 erster Vorsitzender. 1920 wechselte er als planmäßiger Assessor mit der Amtsbezeichnung Oberamtmann zur Regierung des Schwarzwaldkreises nach Reutlingen. Im selben Jahr wurde Mayer im Innenministerium Berichterstatter der Polizeiabteilung. 1921 erfolgte die Ernennung zum Regierungsrat und 1926 die zum Oberregierungsrat.
Er war von 1929 bis 1933 Landrat in Ulm. Danach wurde er 1933 zunächst Oberregierungsrat und stellvertretender Abteilungsvorstand bei der Ministerialabteilung für Bezirks- und Körperschaftsverwaltung und später Ministerialrat beim württembergischen Rechnungshof. Zudem wurde er 1933 nebenamtlicher Beisitzer und stellvertretender Vorsitzender der Dienststrafkammer für Körperschaftsbeamte in Stuttgart und 1934 war auch Mitglied der Dienststrafkammer für Richter. 1937 erfolgte die Versetzung in den Wartestand, da der württembergische Rechnungshof aufgehoben wurde. Ab 1938 war er als Ministerialrat z.D. im Innenministerium tätig, zunächst als Verwaltungshauptberichterstatter des Geschäftsteils X (Gesundheitswesen), danach als Personalbearbeiter für den höheren Dienst und als Hauptberichterstatter des Geschäftsteils III E (Reichsverteidigungs- und Wehrmachtsangelegenheiten) und ab 1942 erneut im Geschäftsteil X. 1945 wurde er auf Anordnung der US-Militärregierung entlassen und 1947 trat er in den Ruhestand. 